# Erlauf (gmina)
Erlauf – gmina targowa w Austrii, w kraju związkowym Dolna Austria, w powiecie Melk. Według Austriackiego Urzędu Statystycznego liczyła 1 069 mieszkańców (1 stycznia 2014).